# Frank Moser
Frank Moser (Baden-Baden, 23 september 1976) is een Duits tennisspeler. Hij werd in 2001 prof. Sindsdien won hij dertien challengers en tien futurestoernooien, beide in het dubbelspel.

## Palmares
| Legenda                       | Legenda               |
| ----------------------------- | --------------------- |
| Grand Slam                    |                       |
| Olympische Spelen             |                       |
| tot 2009                      | vanaf 2009            |
| Tennis Masters Cup            | ATP Finals            |
| ATP Masters Series            | ATP Tour Masters 1000 |
| ATP International Series Gold | ATP Tour 500          |
| ATP International Series      | ATP Tour 250          |

### Dubbelspel
| Nr.                          | Datum            | Toernooi        | Ondergrond    | Partner            | Tegenstanders in finale          | Score            | Details |
| ---------------------------- | ---------------- | --------------- | ------------- | ------------------ | -------------------------------- | ---------------- | ------- |
| Verloren finales herendubbel |                  |                 |               |                    |                                  |                  |         |
| 1.                           | 2 augustus 2009  | ATP Los Angeles | Hardcourt     | Benjamin Becker    | Bob Bryan Mike Bryan             | 4–6, 6–7(2)      | Details |
| 2.                           | 24 juli 2011     | ATP Atlanta     | Hardcourt     | Matthias Bachinger | Alex Bogomolov Jr. Matthew Ebden | 6-3, 5-7, [8-10] | Details |
| 3.                           | 19 februari 2012 | ATP San José    | Hardcourt (i) | Kevin Anderson     | Mark Knowles Xavier Malisse      | 4-6, 6-1, [5-10] | Details |